# 피에르 짐머
피에르 짐머(Pierre Zimmer, 1927년 12월 15일 ~ 2010년 5월 22일)는 프랑스의 배우, 영화 감독, 각본가, 영화배우, 텔레비전 배우이다.
파리 6구에서 태어났으며 툴루즈에서 사망하였다.

## 영화
- 키핑 트랙 (1987년)
- 끌로드 부인 2 (1982년)
- 그리고 지금 나의 사랑 (1974년)
- 에덴 동산과 그 이후 (1970년)
- 비열한 남자 (1970년)
- 삶과 사랑과 죽음 (1969년)
- 두 번째 숨결 (1966년)